# Баклан імператорський
Баклан імператорський (Leucocarbo atriceps) — вид сулоподібних птахів родини бакланових (Phalacrocoracidae).

## Поширення
Баклан імператорський гніздиться вздовж морського узбережжя Аргентини, південної частини Чилі та на Фолклендських островах.

## Опис
Птах завдовжки 70-78 см, вагою — 1,8-3,5 кг. Самці більші за самиць. Більша частина тіла вкрита оперенням чорного кольору, з білою шиєю і животом. Він має навколо очей шкіру характерного блакитного відтінку. На кінчику дзьоба є жовто-помаранчева цибулина. Ноги рожеві.

## Спосіб життя
Розмноження відбувається цілорічно з піком у листопаді та грудні. Гніздиться на землі на виступах і вершинах крутих скель. Гнізда будує з гуано, болота, водоростів і трави. Відкладає до 5 яєць (переважно 2-3 яйця). Інкубаційний період триває 5 тижнів. Насиджують обидва батьки. Живиться дрібною рибою і морськими безхребетними.

## Підвиди
Включає два підвиди:
- Leucocarbo (atriceps) atriceps, номінальний підвид, з Чилі і Аргентини.
- Leucocarbo (atriceps) albiventer, Фолклендські острови.

Декілька підвидів з субантарктичних островів зараз виділені у власні види:
- Leucocarbo (atriceps) bransfieldensis, Антарктичний півострів, Південні Шетландські острови.
- Leucocarbo (atriceps) georgianus, Південна Джорджія і Південні Сандвічеві Острови, Південні Оркнейські острови.
- Leucocarbo (atriceps) melanogenis, острови Крозе і Принс-Едуард.
- Leucocarbo (atriceps) nivalis, острів Герд.
- Leucocarbo (atriceps) purpurascens, о. Маккуорі.